# 大津駅

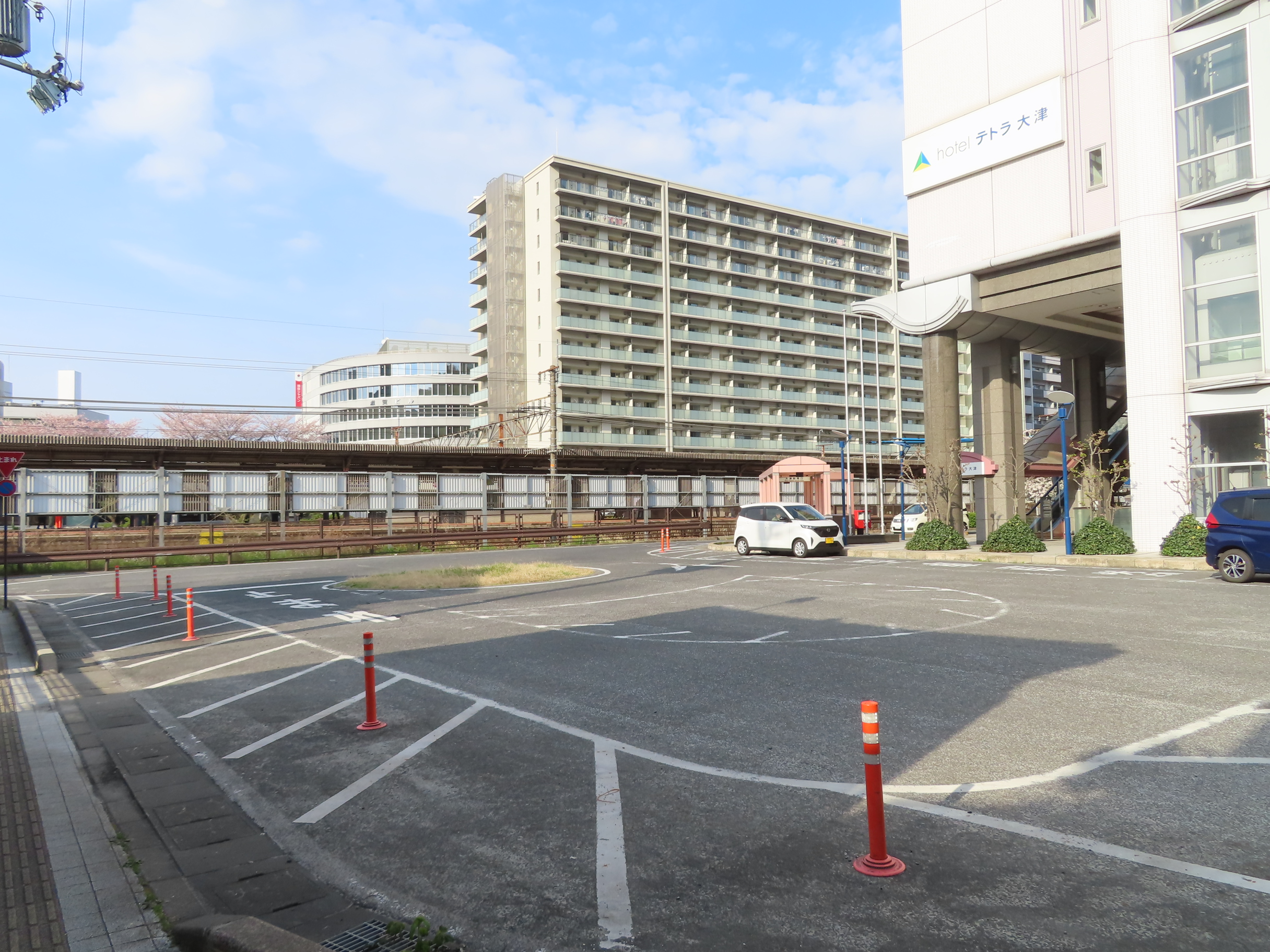
南口（2023年4月。郵便ポスト付近に駅地下通路への出入口となる階段がある）

大津駅（おおつえき）は、滋賀県大津市春日町にある、西日本旅客鉄道（JR西日本）東海道本線の駅である。滋賀県の県庁所在地でもある大津市の代表駅であり、「琵琶湖線」の愛称区間に含まれている。駅番号はJR-A29。

## 歴史
現在の大津駅は、1921年（大正10年）に開通した膳所駅 - 京都駅間の新線上に新線開通と同時に開業したものである。

### 駅の変遷と大津線
初代大津駅は、京都駅からの路線延伸により現在の京阪電気鉄道びわ湖浜大津駅がある場所に1880年（明治13年）に開業した。
東京と神戸を結ぶ鉄道建設の中で、新政府の財政難により、当面は琵琶湖の水運を活用することになった。このため、大津駅と長浜駅は船着き場に直結する位置に建設され、乗客は鉄道連絡船に乗り換えた。
日本初の鉄道連絡船である大津駅 - 長浜駅間航路は太湖汽船が担当し、日に3便、所要時間はおよそ3時間であったが、強風等で運休となることも度々あるなど、必ずしも安定した輸送手段ではなかった。
列車は、馬場駅（現：膳所駅）でスイッチバックを行って、大津駅に入っていた。逢坂山を越えてきた線路は、湖岸から高い位置にあり、逢坂山トンネル出口から直接大津駅に向かうことはできず、一旦馬場駅でスイッチバックを取る形となった。
その後、琵琶湖東岸での鉄道建設が進み、1889年（明治22年）に湖東線の馬場駅 - 米原駅 - 関ケ原駅が開業したことにより、琵琶湖航路は廃止、馬場駅 - 大津駅の旅客営業も廃止され、大津駅は支線の貨物駅となった（請願により1898年（明治31年）から旅客営業再開）。1909年（明治42年）には、線名制定により大津線と命名される。
1913年（大正2年）3月、大津電車軌道（現・京阪石山坂本線）が旅客営業を開始すると、大津線の旅客営業は廃止、再び東海道本線の貨物支線となる。同年6月に、馬場駅を2代目の大津駅に、初代の大津駅を浜大津駅に改称した。その後、2代目の大津駅 - 京都駅を、新逢坂山トンネルの開通で短絡することに伴い、新線上に3代目の大津駅を、それまでの駅より西側に設置し、2代目の大津駅は馬場駅に再び改称され貨物駅となった（後年の旅客営業再開時に膳所駅に改称）。

大津駅の変遷 （完全版：低速版／高速版）

この時に設置された3代目の大津駅は、東京駅の小型版として木造建築の駅舎が設けられた。この駅舎は1967年（昭和42年）から始まる大津駅前の土地区画整理事業で建て替えられるまで用いられた。
国鉄時代は、京都駅と同一の業者による、駅弁も販売されていた。

### 年表
以下、移転後の年表を記す。移転前については、初代駅はびわ湖浜大津駅を、2代目駅については膳所駅の項目を参照。
- 1921年（大正10年）8月1日：鉄道省東海道本線ルート変更により次のように変更[8]。
  - 大津駅（2代目）を馬場駅（2代目）に改称（後の膳所駅）。貨物に限り取り扱う。
  - 馬場駅 - 京都駅間の新線上に大津駅（3代目）を開業。旅客・手荷物・小荷物に限り取り扱う。
  - 浜大津駅（初代大津駅）の手荷物取り扱いを廃止。
- 1970年（昭和45年）3月9日：草津駅 - 京都駅間の複々線化に伴い、停留所となる。ただし、駅構造は2面4線のままである。
- 1975年（昭和50年）
  - 4月1日：4代目駅舎が開業（業務は1月26日から）[9]。
  - 5月24日：第26回全国植樹祭開催に合わせて、昭和天皇のお召し列車が米原駅 - 大津駅間で運行[10]。
- 1987年（昭和62年）4月1日：国鉄分割民営化に伴い、JR西日本の駅となる[11]。
- 1988年（昭和63年）3月13日：路線愛称の制定により、「琵琶湖線」の愛称を使用開始。
- 1998年（平成10年）3月7日：自動改札機を設置し、供用開始[12]。
- 2000年（平成12年）3月24日：大津駅南口再開発事業により、南口を新設。コンコースとホームを結ぶエレベーターが使用を開始。電光掲示板、自動改札機導入。
- 2002年（平成14年）7月29日：JR京都・神戸線運行管理システム導入[13]。
- 2003年（平成15年）11月1日：ICカード「ICOCA」の利用が可能となる。
- 2015年（平成27年）3月12日：入線警告音の見直しに伴い、接近メロディ導入[14]。
- 2016年（平成28年）10月1日：駅ナカ商業施設「ビエラ大津」が開業[15][16][17]。
- 2018年（平成30年）3月17日：駅ナンバリングが導入され、使用を開始する。
- 2025年（令和7年）6月1日：管理駅再編に伴い、堅田管理駅と管区統合を実施、大津統括駅が発足。

## 駅構造

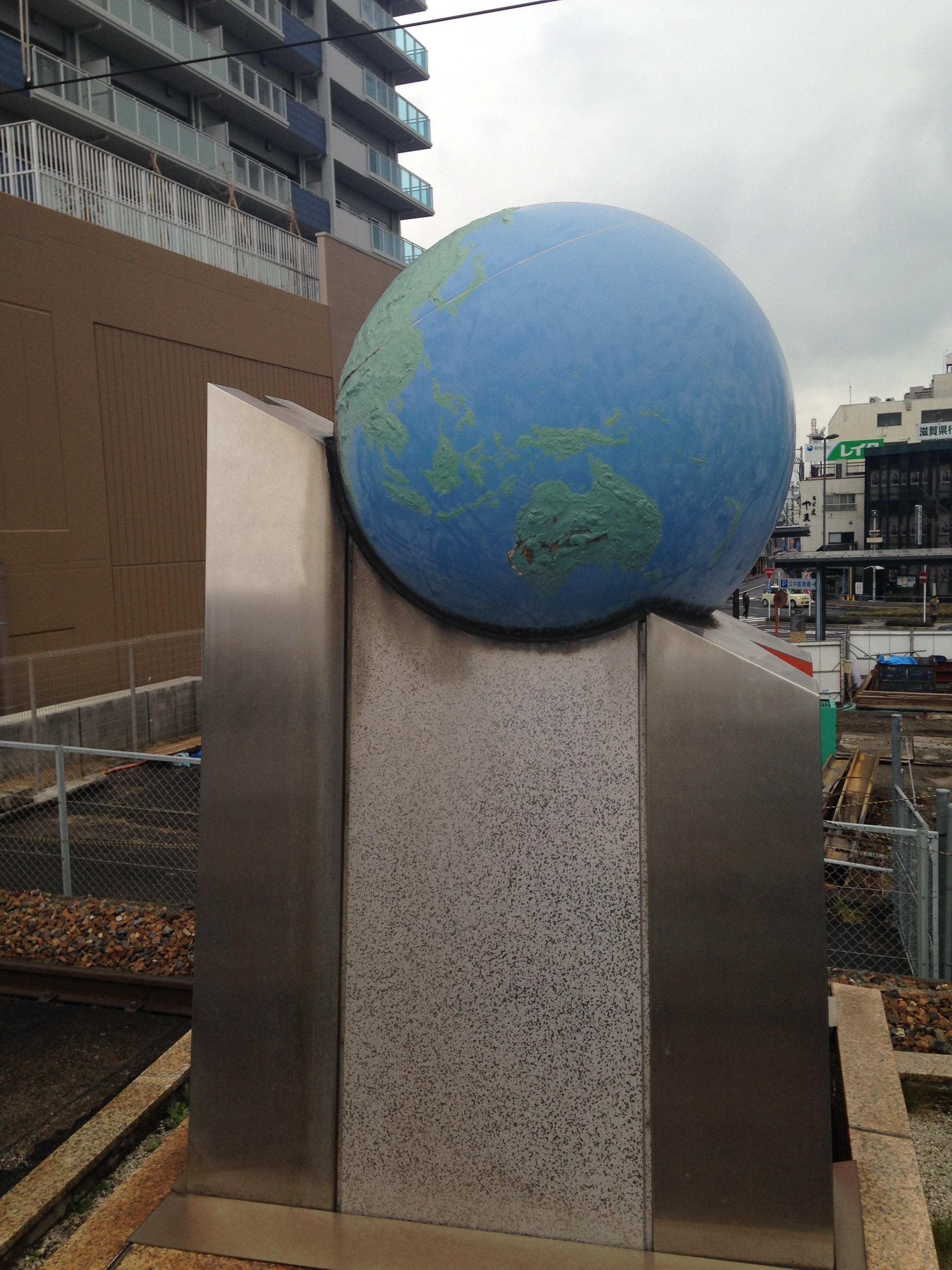
北緯35度線モニュメント（2013年12月）

島式ホーム2面4線を有する地上駅になっている。駅の北側に北口改札（びわこ口）、南側に南口改札がある。地下道から各ホームへ、階段が2本、ホームエレベーターが1本ずつ通じている。北口の駅業務は直営であり、駅舎は2階建ての駅ビルになっているが、南口はジェイアール西日本総合ビルサービスに委託されている。駅長が配置された管理駅であり、大津統括駅として瀬田駅・石山駅・膳所駅の3駅と湖西線の大津京駅 - 永原駅間を管理している
駅ビルは1975年4月に開業し、市のサービス公社が運営していたが2010年からは市の直接運営になり、その後に老朽化や利用客減少を理由に撤退した。2016年10月に宿泊施設や飲食店などが入居した商業施設「ビエラ大津」が開業した。
1・2番線ホームの京都方に、北緯35度線モニュメントがある。これは琵琶湖線開業100周年を記念してJR西日本が1989年7月に設置したものである。
当駅の京都方面寄り（当駅と新逢坂山トンネルの間）にはカーブがあり（最急は下り外側線で半径500 m）、下り線は95 km/h、上り線は105 km/hの制限を受ける。
開業時から2面4線であったが、複々線化の際に停留所となった。ICOCA利用可能駅（相互利用可能ICカードはICOCAの項を参照）。

### のりば
| のりば | 路線     | 方向 | 線路   | 行先           | 備考     |
| ------ | -------- | ---- | ------ | -------------- | -------- |
| 1      | 琵琶湖線 | 上り | 外側線 | 草津・米原方面 | 一部列車 |
| 2      | 琵琶湖線 | 上り | 内側線 | 草津・米原方面 |          |
| 3      | 琵琶湖線 | 下り | 内側線 | 京都・大阪方面 |          |
| 4      | 琵琶湖線 | 下り | 外側線 | 京都・大阪方面 | 一部列車 |

- 上表の路線名は旅客案内上の名称（愛称）で記載している。

付記事項
- 停車列車は原則として内側線（2・3番のりば）を使用する。ただし、平日朝の新快速と特急および草津線直通列車（下りの一部列車を除く）は外側線（1・4番のりば）を使用する。

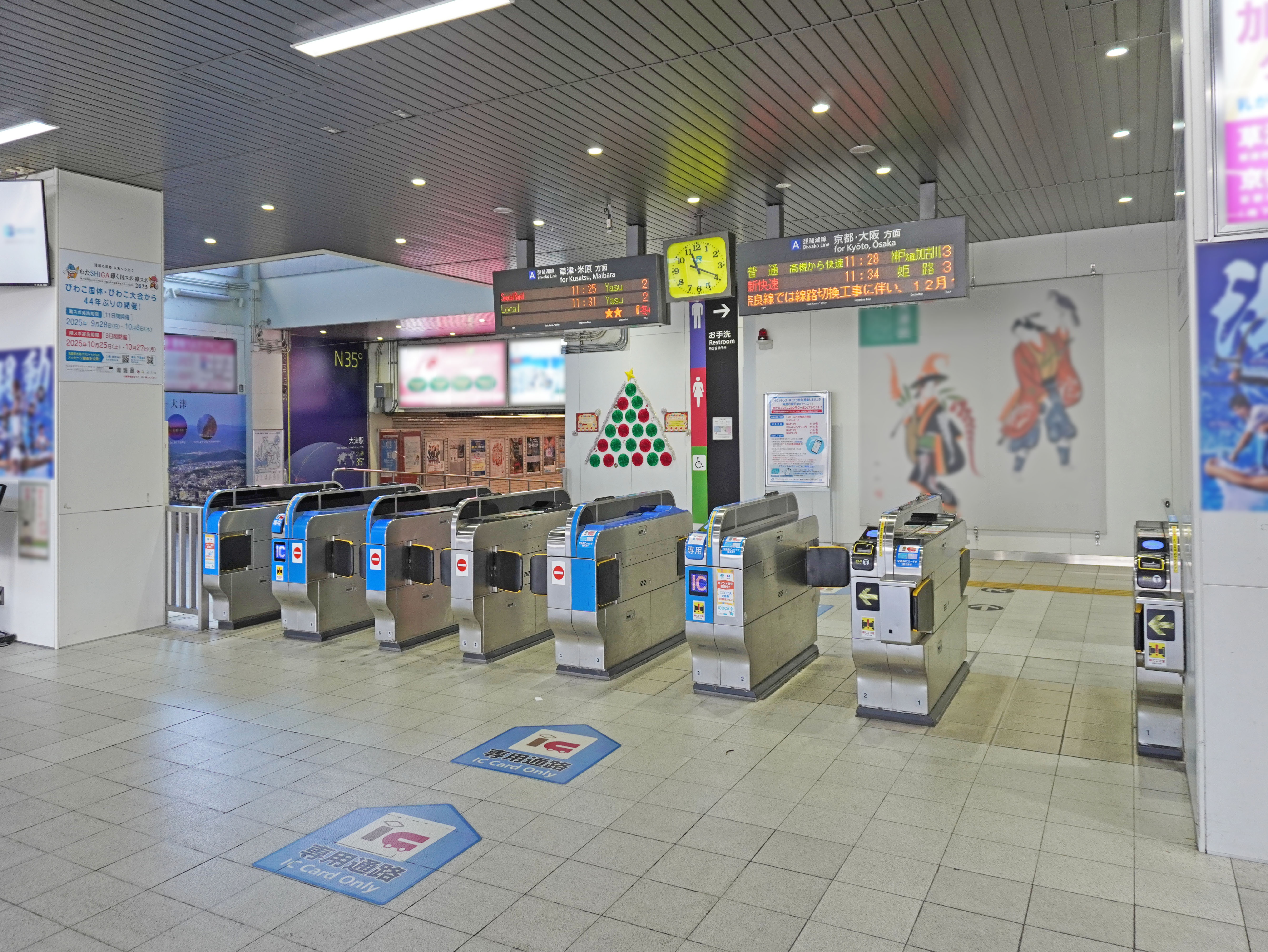
北口（びわこ口）改札（2022年12月）
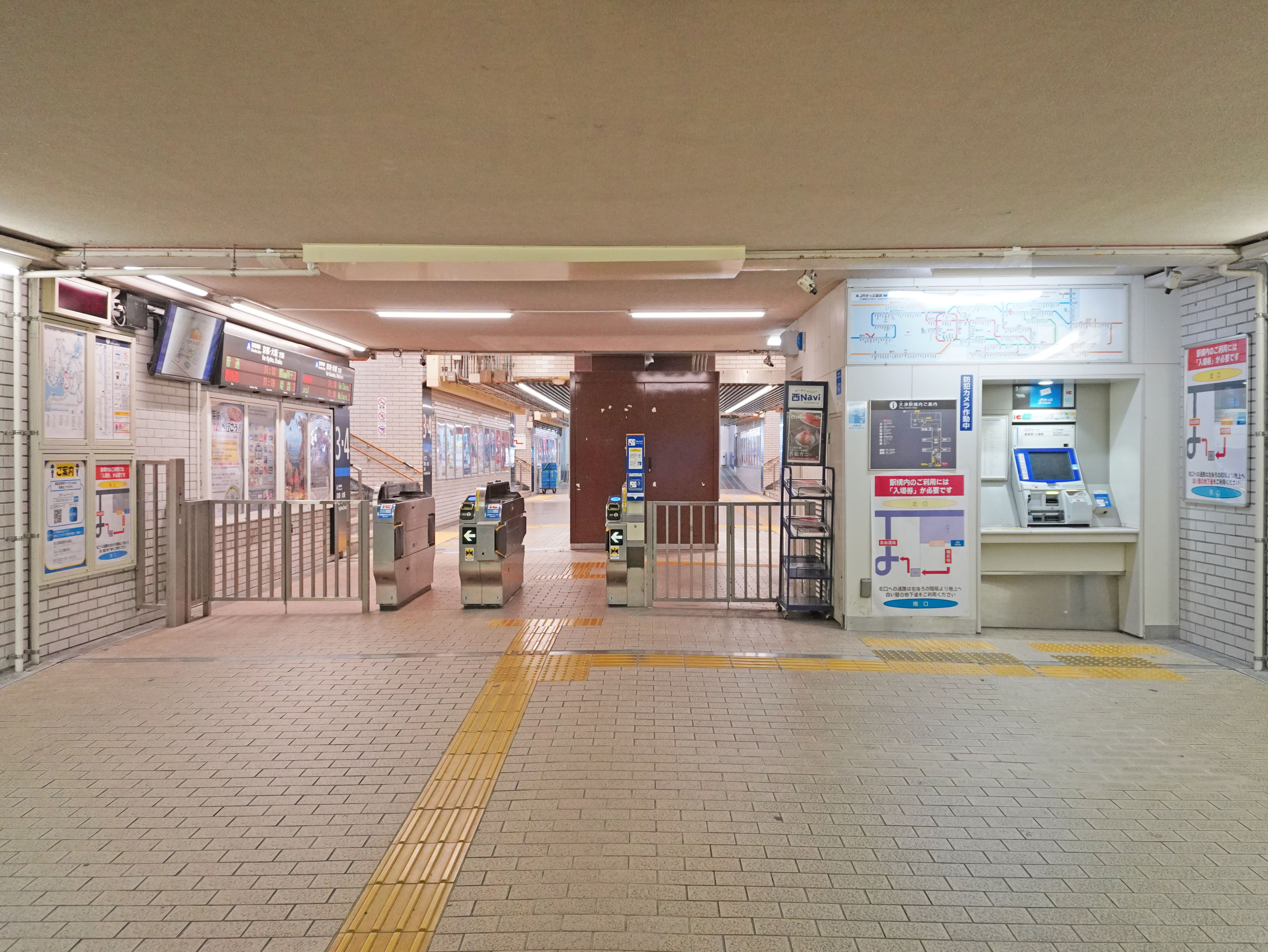
南口改札（2022年12月）
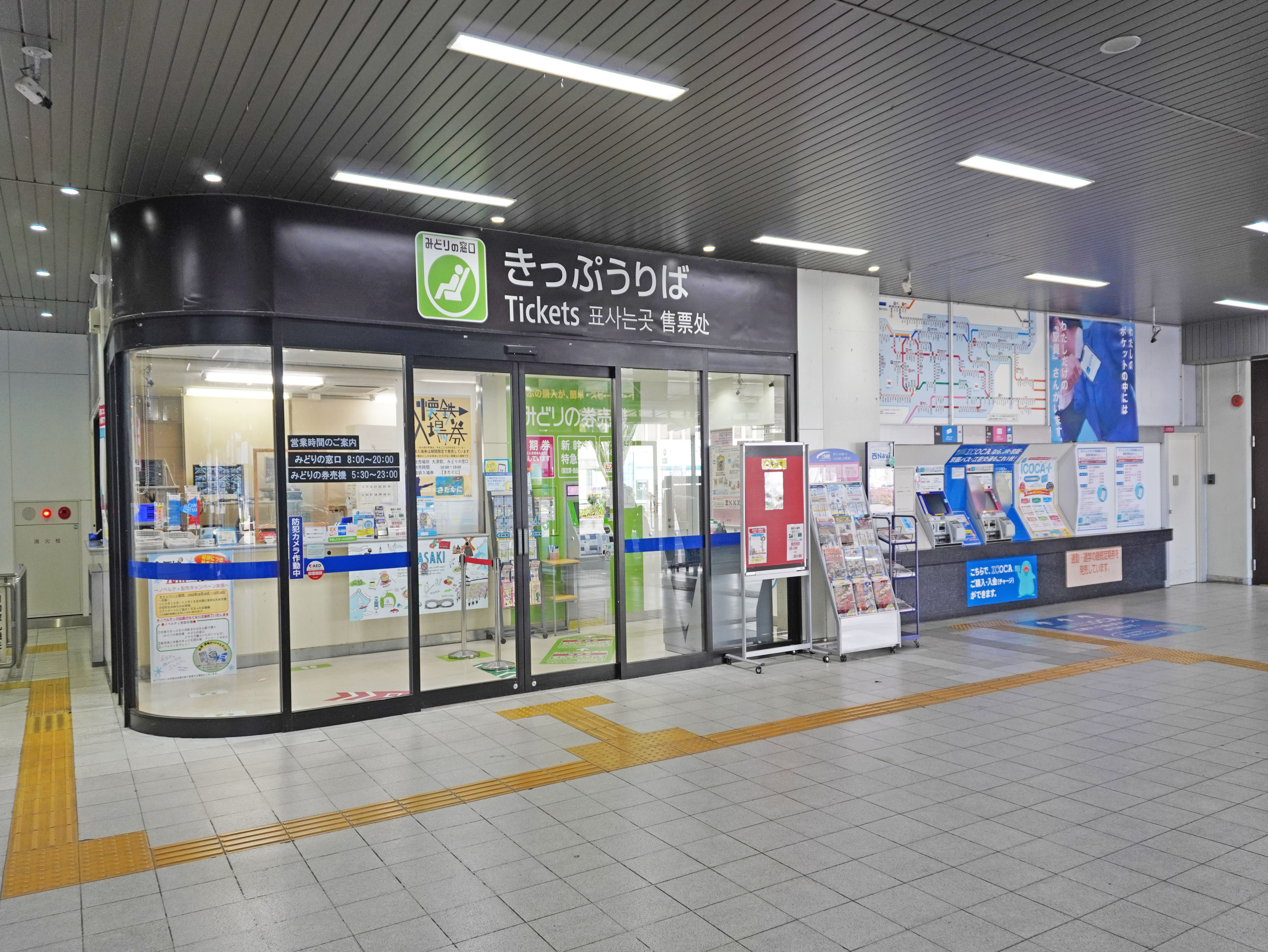
切符売り場（2022年12月）
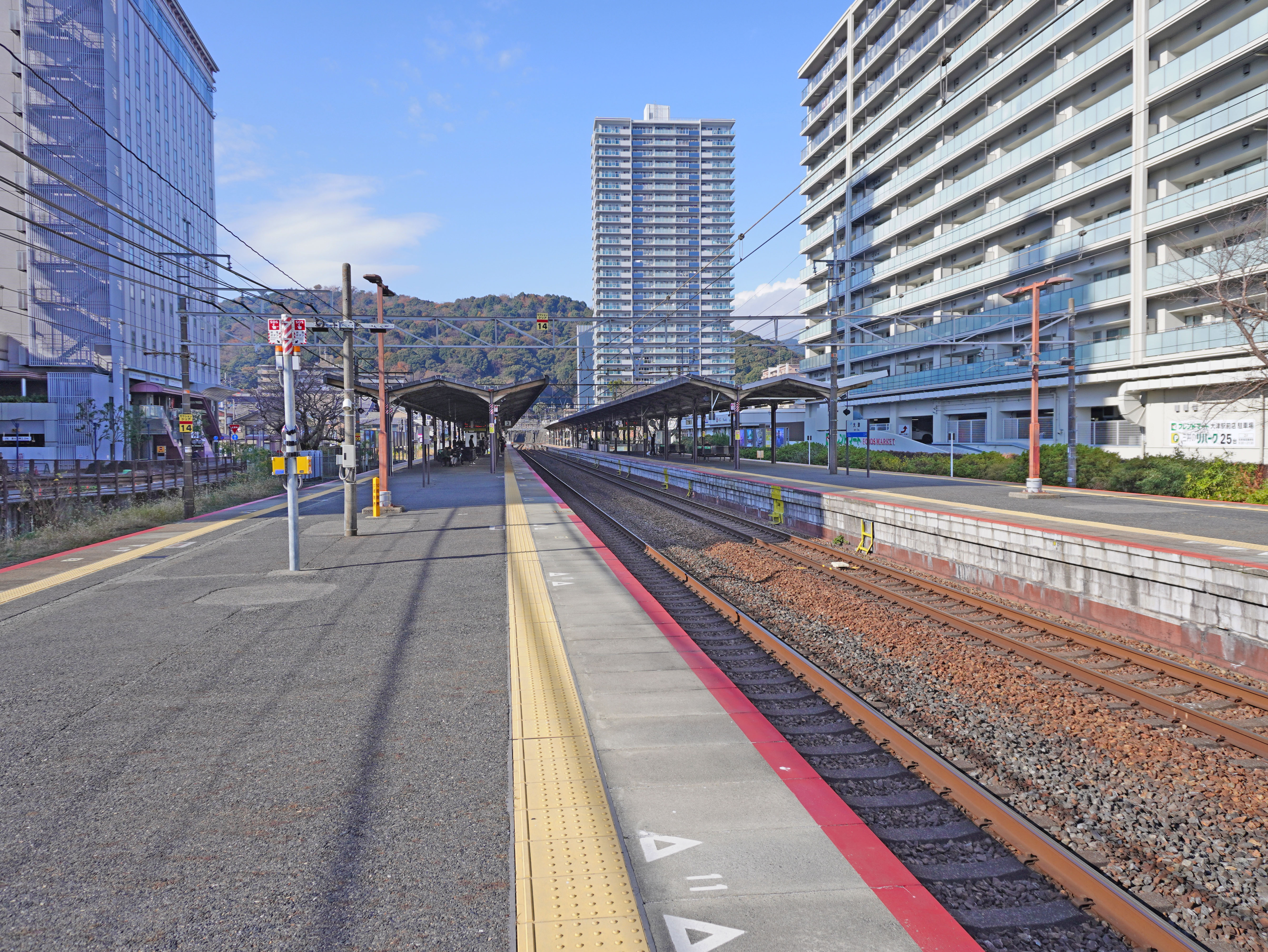
ホーム（2022年12月）

## 利用状況
滋賀県統計書によると、1992年以降、年毎の1日平均乗車人員は下表の通り推移している。
JR西日本の移動等円滑化取組報告書によれば、2023年度の1日当たりの利用者数は33,164人であり、滋賀県の駅では守山駅に次いで第6位。大津市の代表駅であるが、新快速が通過する瀬田駅よりも少なく、京都駅-草津駅間では膳所駅に次いで少ない。
| 年度               | 1日平均 乗車人員 | 出典        |
| ------------------ | ---------------- | ----------- |
| 1992年（平成04年） | 18,720           | [ 統計 2 ]  |
| 1993年（平成05年） | 18,786           | [ 統計 3 ]  |
| 1994年（平成06年） | 18,786           | [ 統計 4 ]  |
| 1995年（平成07年） | 19,022           | [ 統計 5 ]  |
| 1996年（平成08年） | 19,176           | [ 統計 6 ]  |
| 1997年（平成09年） | 19,009           | [ 統計 7 ]  |
| 1998年（平成10年） | 18,914           | [ 統計 8 ]  |
| 1999年（平成11年） | 18,502           | [ 統計 9 ]  |
| 2000年（平成12年） | 18,488           | [ 統計 10 ] |
| 2001年（平成13年） | 18,476           | [ 統計 11 ] |
| 2002年（平成14年） | 18,252           | [ 統計 12 ] |
| 2003年（平成15年） | 18,032           | [ 統計 13 ] |
| 2004年（平成16年） | 17,757           | [ 統計 14 ] |
| 2005年（平成17年） | 17,555           | [ 統計 15 ] |
| 2006年（平成18年） | 17,858           | [ 統計 16 ] |
| 2007年（平成19年） | 17,769           | [ 統計 17 ] |
| 2008年（平成20年） | 17,729           | [ 統計 18 ] |
| 2009年（平成21年） | 17,367           | [ 統計 19 ] |
| 2010年（平成22年） | 17,269           | [ 統計 20 ] |
| 2011年（平成23年） | 17,303           | [ 統計 21 ] |
| 2012年（平成24年） | 17,429           | [ 統計 22 ] |
| 2013年（平成25年） | 17,653           | [ 統計 23 ] |
| 2014年（平成26年） | 17,251           | [ 統計 24 ] |
| 2015年（平成27年） | 17,431           | [ 統計 25 ] |
| 2016年（平成28年） | 17,337           | [ 統計 26 ] |
| 2017年（平成29年） | 17,339           | [ 統計 27 ] |
| 2018年（平成30年） | 17,290           | [ 統計 28 ] |
| 2019年（令和元年） | 17,358           | [ 統計 29 ] |
| 2020年（令和02年） | 14,522           | [ 統計 30 ] |
| 2021年（令和03年） | 15,199           | [ 統計 31 ] |
| 2022年（令和04年） | 16,075           | [ 統計 32 ] |

## 駅周辺
第二次世界大戦後、大津市中心部では湖岸を埋め立てて市街地が形成される一方で、台地や丘陵へ向けての市街地の拡大が行われていった。かつては旧東海道を踏襲して市街地を経由していた国道1号のバイパスが1950年（昭和25年）に大津駅西側から石山駅方面にかけて建設された。さらに大津駅南側の音羽台に1951年（昭和26年）に滋賀県内の公共住宅としては初の4階建ての鉄筋コンクリート造の市営住宅が建てられ、その後1953年（昭和28年）から東隣の朝日が丘に県営の住宅団地が建設された。
現在の大津駅が開設されてから、大津駅と浜大津を結ぶ街路に沿って駅前商店街が形成されていた。それでも、大津市の中心商業地区を移動させるほどのものではなく、県庁所在地の表玄関としては貧弱であった。この状況を解決するため、1975年（昭和50年）に大津駅の建替が完了し、大津駅前土地区画整理事業により駅前から琵琶湖方面に延びる幅30 mの大通りやビルの建設が行われている。なお、この大通りには「中央大通り」という愛称が付いている。
官公庁関連の施設が多いが、当駅は滋賀県内における商業の中心駅ではない。商業施設は極めて少なく、それが原因で目立った市街地も形成されていない。なお、集合住宅は2019年（平成31年・令和元年）時点で増加傾向にある。
越直美は大津市長在任中に賑わい創出の政策として「ジュネーブ構想」を打ち出したが、事業者の撤退などで計画そのものが停滞している。
- 滋賀県庁
- 滋賀県大津合同庁舎
- 大津地方裁判所・大津家庭裁判所
- 大津警察署大津駅前交番
- 滋賀ビル（滋賀交通 本社所在地）[35]
- 逢坂ビル
  - 大津市役所逢坂支所
  - 大津市立逢坂公民館
  - 全国宅地建物取引業保証協会滋賀本部
  - 滋賀県宅建協会
- 大津市立逢坂小学校
- 大津市立中央小学校
- 天孫神社本殿
- NHK大津放送局
- 京阪京津線 上栄町駅
- 国道1号
- 滋賀県道7号大津停車場線
  - 寺町通り（大津駅前商店街）
- 滋賀県道103号大津停車場本宮線
- 滋賀県道558号高島大津線
- 新松屋通り - 大津駅前から滋賀県道558号線に至る市道の愛称[30][36]。

## バス路線
ロータリー内に「大津駅」停留所があり、近江鉄道バス・京阪バス・江若交通の各路線バスと高速バスが発着する。路線バスは大津市の中心部である浜大津やその先の雄琴温泉・堅田駅、あるいは湖岸経由で草津駅への路線などが設定されている。
| 大津駅 | 大津駅       | 大津駅                                    | 大津駅                                                 |
| 乗り場 | 運行事業者   | 系統または路線名・行先                    | 備考                                                   |
| ------ | ------------ | ----------------------------------------- | ------------------------------------------------------ |
| 1      | 千葉中央バス | きょうと号（京都 - 上野・TDL線）： 鎌取駅 | 夜行高速バス（京都駅八条口始発、山科駅経由）           |
| 1      | 近江鉄道バス | 大津龍大線：龍谷大学                      | 高速直行バス（平日8時台は交番横から発車）              |
| 1      | 近江鉄道バス | 鶴の里団地線：花屋敷池の里                | 鶴の里地区の経路は午前・午後で多少異なる               |
| 2      | 近江鉄道バス | 近江大橋線：草津駅西口                    | 土曜・日曜・祝日ダイヤの朝1便はイオンモール草津止り    |
| 2      | 江若交通     | 102：県庁前                               | 平日朝に運行（本数わずか）                             |
| 3      | 近江鉄道バス | 鶴の里団地線：浜大津 近江大橋線：浜大津   | （「浜大津」と「びわ湖浜大津」の停留所の位置は同じ）   |
| 3      | 京阪バス     | 66A：比叡平                               | 平日2便、土曜・休日1便のみ運行                         |
| 3      | 江若交通     | 102・103：堅田駅                          | 102：平日夕方以降に運行（102は県庁前始発、本数わずか） |
| 3      | 江若交通     | 125：比叡山坂本駅                         | 日中時間帯に運行                                       |

付記事項
- 以前は関西空港や伊丹空港への高速バス、国道経由および湖岸経由で運行する石山駅発着の路線バスの設定もあった[注釈 2]。

## 隣の駅
西日本旅客鉄道（JR西日本）
 琵琶湖線（東海道本線）
- 特急「はるか」「らくラクびわこ」「はなあかり」停車駅

■新快速
　  石山駅 (JR-A27) - 大津駅 (JR-A29) - 山科駅 (JR-A30)
■普通（京都駅または高槻駅以西は快速となる普通電車を含む）
膳所駅 (JR-A28) - 大津駅 (JR-A29) - 山科駅 (JR-A30)

### 記事本文